# Mohamed Bazoum
Mohamed Bazoum (Arabisch: محمد بازوم) (Bilabrin, 1 januari 1960) is een Nigerees politicus. Hij was de gekozen president van Niger tussen april 2021 en juli 2023. Op 26 juli 2023 werd hij afgezet door een militaire coup onder leiding van generaal Abdourahamane Tchiani van de presidentiële garde en samen met zijn vrouw en zoon onder huisarrest geplaatst. Volgens een anonieme bron binnen de Amerikaanse diplomatie heeft Tchiani gedreigd Bazoum te vermoorden indien het buitenland probeert in te grijpen. Op 13 augustus deelde de junta mede dat ze Bazoum willen vervolgen voor hoogverraad.
Voordat hij verkozen werd als president was hij mede-oprichter van de socialistische partij PNDS-Tarayya in 1990. Hij was minister van Buitenlandse zaken en Samenwerking in het kabinet van Hama Amadou (MSND) onder president Mahamane Ousmane, van 1995 tot aan de coup onder leiding van Ibrahim Baré Maïnassara. PNDS keerde zich tegen Maïnassara en Bazoum werd enige tijd vastgehouden na de presidentiële verkiezingen van 1996 (die alom als frauduleus werden erkend), en ook in aanloop naar de verkiezingen van 1999 werd Bazoum enige dagen vastgezet. Maïnassara werd in 1999 vermoord door soldaten en de democratie werd weer hersteld. De nieuwe verkiezingen brachten Hama Amadou (MSND) weer het premierschap en partijgenoot Mamadou Tandja werd president. De oppositie - waaronder de PNDS, waarvan Bazoum inmiddels vice-president was geworden onder Mahamadou Issoufou - wist Amadou uiteindelijk in 2007 middels een motie van afkeuring tot aftreden te dwingen. Hij werd opgevolgd door partijgenoot Seyni Oumarou. President Tandja initieerde in 2009 een referendum om meer macht en langer aan te mogen blijven. Hij werd uiteindelijk door een militaire coup in 2010 verwijderd. Bazoum hield Tandja verantwoordelijk voor deze ondemocratische methode van machtswisseling en pleitte voor het vervolgen van Tandja wegens hoogverraad. Bij de verkiezingen van 2011 werd Mahamadou Issoufou tot president verkozen. Bazoum werd daarmee president van PNDS. Tevens werd Bazoum wederom minister van Buitenlandse Zaken in het kabinet van Brigi Rafini tot 2016 en minister van Binnenlandse Zaken in het tweede kabinet-Rafini tot 2021. In 2021 won hij de presidentsverkiezingen van zijn rivaal, voormalig president Mahamane Ousmane met 55.67% van de stemmen. Hij was daarmee de eerste president afkomstig uit de Arabische Ouled Slimane-stam.
Mohamed Bazoum was geboren in Bilabrin in het oosten van Niger tegen het meer van Tsjaad aan. Hij groeide op in Tesker. Hij studeerde filosofie aan de Universiteit van Dakar tussen 1979 en 1984 en deed zijn master politieke en morele filosofie aan diezelfde universiteit. Hij is getrouwd met Hadiza Mabrouk Bazoum en heeft met haar vier kinderen.